# Agelas linnaei
Agelas linnaei är en svampdjursart som beskrevs av De Voogd, Parra-Velandia och Van Soest 2008. Agelas linnaei ingår i släktet Agelas och familjen Agelasidae. Inga underarter finns listade i Catalogue of Life.